# Milena Dravićová
Milena Dravićová (5. října 1940 Bělehrad – 14. října 2018 Bělehrad) byla srbská herečka. Ztvárnila více než sto filmových rolí, působila také ve Zvezdarském divadle.
Původně se věnovala baletu, pro film ji objevil František Čáp a obsadil ji v roce 1959 do filmu Dveře zůstanou otevřené. Poté vystudovala Uměleckou univerzitu v Bělehradě a stala se profesionální herečkou. Patřila k výrazným představitelkám charakterních rolí, především ve filmech černé vlny. S Dušanem Makavejevem spolupracovala na filmu W. R. – mystéria organismu. V letech 1962 a 1970 získala cenu Zlatá aréna za výkon v hlavní roli a v roce 1980 byla za roli Kaci ve filmu Gorana Paskaljeviće Zvláštní léčba vyhlášena nejlepší herečkou na filmovém festivalu v Cannes.
S manželem Draganem Nikolićem uváděla televizní show Obraz uz obraz. Jejím posledním filmem byl v roce 2009 Svatý Jiří zabíjí draka. V roce 2017 obdržela Nušićovu cenu.